# Unitat de Tasques Especials
La Unitat de Tasques Especials de la Policia de Hong Kong, (en xinès: 特別任務連), (en anglès: Special Duties Unit) (SDU), també són anomenats "Tigres Voladors" (en anglès: Flying Tigers) (en xinès: 飛虎隊), són una unitat tàctica d'elit de la Força de Policia de Hong Kong, són una unitat policial encarregada de neutralitzar els atacs terroristes, rescatar als ostatges, i fer front a criminals armats.

## Base d'operacions
El SDU, és una subdivisió de la unitat policial tàctica antiavalots, la qual és part del departament d'operacions i suport. La unitat SDU té la seva base en la caserna de la unitat policial tàctica a Fanling. La SDU duu a terme missions de recerca i recuperació de proves sota l'aigua, i operacions de recerca i rescat de persones a la superfície.

## Història
La SDU va ser establerta en 1974 pel Govern Britànic de Hong Kong, en resposta a la sempre en augment amenaça del terrorisme internacional. La SDU, consistia llavors en només 10 membres, usava l'equip policial existent, així com l'armament policial disponible, i dissenyava les seves pròpies tàctiques.
A principis de 1978, el Servei Aeri Especial de l'Exèrcit Britànic, va enviar a un equip d'assessors a Hong Kong per avaluar al SDU, i posteriorment entrenar a dos equips d'assalt terrestre, la qual cosa va donar com a resultat, considerables canvis en l'equipament de la unitat SDU, i les seves tàctiques.
En 1982, el Servei Especial d'Embarcacions de la Marina Real Britànica va enviar a un equip d'assessors a Hong Kong, per establir allí un equip d'assalt naval, entrenat militarment, per dur a terme tasques de submarinisme. Els equips d'assalt naval van ser integrats per agents entrenats per dur a terme operacions marítimes.
Després de la devolució de la sobirania de Hong Kong, per part del Regne Unit, a la República Popular de la Xina, en 1997, El SDU ha continuat els seus exercicis d'entrenament conjunt amb moltes unitats tàctiques policials, i amb les forces especials militars de diversos països europeus, asiàtics, i americans. El SDU a format uns vincles molt propers, amb les forces d'ordre públic de la Xina continental. Entre els anys 1974 i 2014, el SDU ha participat en 162 missions, i ha dut a terme 335 cerques i immersions.

## Organització
La Unitat de Tasques Especials, consisteix en un grup de suport, un grup d'administració, i un grup d'acció. El grup d'acció és el nucli del SDU, aquest està format per un equip d'assalt, i per un equip de franctiradors. L'estructura del SDU és la següent:

### Grup d'administració
El grup d'administració (caserna general): és el responsable de dur a terme tot el treball administratiu, així com d'oferir informació a les unitats per dur a terme les operacions.

### Grup d'acció
El grup d'acció: és l'encarregat d'organitzar als equips d'assalt, a l'equip de franctiradors, i de dur a terme l'entrenament dels agents.

### Grup de suport
El grup de suport consisteix en:
- Un equip naval que ofereix transport marítim als equips d'assalt, i que manté en estat operatiu a la flotilla d'embarcacions de la SDU.
- Un equip mèdic que consisteix en metges de combat que treballen al costat dels equips d'assalt.
- Un equip de transport que manté en funcionament a la flota de vehicles terrestres del SDU.
- Un equip caní que està equipat amb gossos pastors belgues.